# Multiprocés
Es coneix tradicionalment com  multiprocés  l'ús de múltiples processos concurrents en un sistema en lloc d'un únic procés en un instant determinat. Com que la multitasca que permet a múltiples processos compartir una única CPU, múltiples CPU poden ser utilitzats per executar més d'un fil dins d'un únic procés.
El multiprocés per a tasques generals és, sovint, força difícil d'aconseguir a causa del fet que pot haver-hi diversos programes manejant dades internes (conegut com a estat o context) a la vegada. Els programes típicament s'escriuen assumint que les seves dades són incorruptibles. No obstant això, si una altra còpia del programa s'executa en un altre processador, les dues còpies poden interferir entre si intentant dues llegir o escriure el seu estat al mateix temps. Per evitar aquest problema es fa servir una varietat de tècniques de programació incloent semàfors i altres comprovacions i bloquejos que permeten a una sola còpia del programa canviar de forma exclusiva certs valors.